# Yohann
Yohann est un prénom masculin moderne correspondant à Jean en français. 
Il s'agit d’un prénom issu de l'allemand Johann ou du néerlandais Johan, dont le J- initial se prononce Y- [j]. Voir Jean.
Les Yohann sont fêtés le 27 décembre.

## Personnalités
- Pour l'ensemble des articles sur les personnes portant ce prénom, consulter :
  - la liste des articles dont le titre commence par ce prénom
  - les listes produites par Wikidata : Liste des personnes de prénom « Yohann » — même liste en incluant les éventuels prénoms composés qui contiennent « Yohann ».
- Yohann Carpentier (1985-) est un joueur de rugby à XV français.
- Yohann Delattre (1968-) est un joueur de handball français.
- Yohann Diniz (1978-) est un athlète français.
- Yohann Durquet (1988-) est un joueur de rugby à XV français.
- Yohann Eudeline (1982-) est un footballeur français.
- Yohann Gène (1981-) est un coureur cycliste français.
- Yohann Lacroix (1985-) est un footballeur français.
- Yohann Le Provost (1984-) est un joueur de rugby à XV français.
- Yohann Misse (1979-) est un joueur de rugby à XV français.
- Yohann Pelé (1982-) est un footballeur français.
- Yohann Rivière (1984-) est un footballeur français.
- Yohann Sangare (1983-) est un joueur de basket-ball français.
- Yohann Taberlet (1981-) est un skieur français.